# Великобудищанський трактат
Великобудищанський трактат — українсько-шведський договір укладений 28 березня (8 квітня) 1709 року між гетьманом Іваном Мазепою та кошовим отаманом Запорозької Січі Костем Гордієнком, з одного боку, і шведським королем Карлом XII — з іншого. Союзний договір підписано в Великих Будищах в одній із церков (ймовірно в Іоанно-Богословській (Успенській), найдавнішій п'ятикупольній, яка розміщувалася у фортеці). Саме тут, запорожці присягали на вірність Україні.

## Історичні дані
На початку 1709 року шведський король Карл XII за порадою гетьмана І. С. Мазепи вирішив перемістити бойові дії за межі Гетьманщини, і тим самим вивести з неї московські війська.
Однак, непросто було виконати цей задум. Стомлене довгими походами військо змушене було повертати назад. Дороги розвезло від дощів та тепла, що прийшли на заміну лютим морозам. Шведи квартирувалися вздовж правого берега р. Ворскли. Так з 2 березня та до кінця квітня 1709 року містечко Великі Будища стало резиденцією шведського короля Карла XII. Іван Мазепа супроводжував короля в цьому поході.
Знесилене суворою зимою шведське військо та козацтво Івана Мазепи, сподівалися на створення широкої антиросійської коаліції. За складних і майже безнадійних обставин Іван Мазепа намагався реалізувати зовнішню політику Української козацької держави.
12 березня 1709 року січовики зібралися на козацьку раду. До них прибули високоповажні козацькі посли із посланням від гетьмана. Вислухавши послів про царські несправедливості стосовно України, знищення Січі та переселення козаків за Волгу, запорожці одностайно вирішили: «Бути нам з Мазепою!».
19 березня 1709 року запорозька делегація кількістю 80 чоловік зустрілася з Іваном Мазепою та шведським фельдмаршалом Реншильдом у містечку Великих Будищах. Цього дня була досягнута попередня домовленість про приєднання Запорозької Січі до союзу Івана Мазепи й Карла XII.
26 березня до Великих Будищ прибув кошовий отаман Запорозької Січі Кость Гордієнко із запорожцями. Назустріч І. С. Мазепою було відправлено двох полковників із загоном у 2000 козаків.

## Значення
За головними умовами українсько-шведського договору король «брав Мазепу і Гордієнка зі своїм військом під опіку», гарантував Україні й запорожцям незалежність від московського уряду і підтверджував, що «козацькі вольності будуть забезпечені назавжди».
Цим трактатом Україна визнавалася незалежною державою.

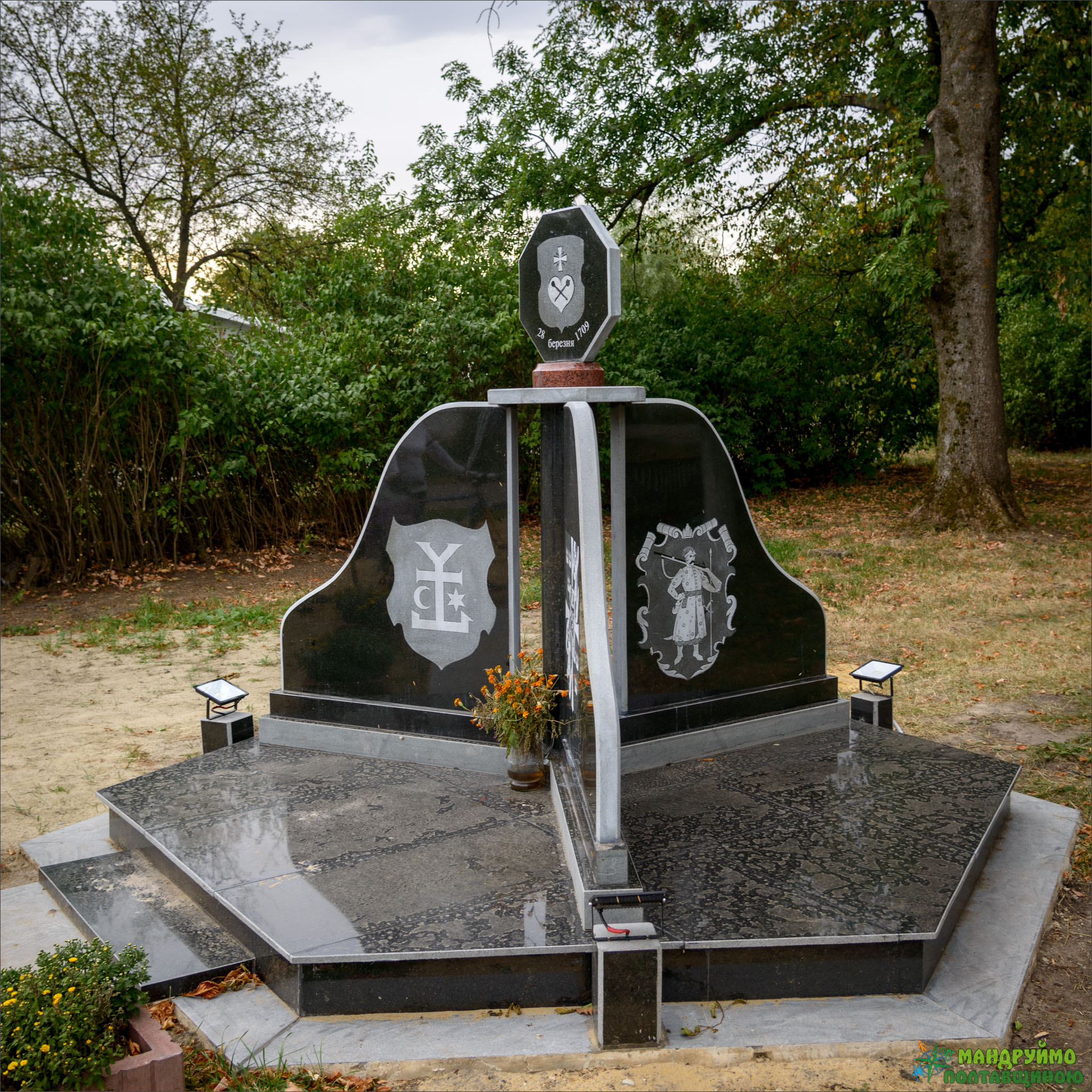